# Nicolas Dupont-Aignan
Nicolas Dupont-Aignan (París, 7 de març de 1961) és un funcionari i polític francès.
Fill de Jean-Louis Dupont, un viticultor i veterà de la Segona Guerra Mundial que va escapar d'un camp de prisoners de guerra alemany. and Colette Aignan. Va ser successivament un membre de l'Agrupació per la República, la Reagrupament per França i la Unió per un Moviment Popular, abans de fundar (el 1999) i presidir Debout la France (França, en peus), partit gaullista i sobiranista.
Ha sigut alcalde de Yerres (Essonne) i membre del departament. Candidat presidencial en 2012 i 2017, va obtenir respectivament 1,79% i el 4,70% dels vots emesos. Va fer costat a Marine Le Pen per a la segona ronda de les eleccions de 2017 i de 2022.